# Штупферих
Штупферих (нем. Stupferich) — район города Карлсруэ. Расположен на юго-восточной окраине города.
Расположен рядом с городскими районами Пальмбах и Грюнветтерсбах на западе, Хоэнветтерсбах на северо-западе и Дурлах на севере.

## История
Имя Stupferich происходит от древневерхненемецкого Stuotpferrich, или Stutpferrich (stuot = «кобыла», pfarrih = pferrich = «загон»). Таким образом название указывает на то, что в поселении от Reginboto до Malsch, граждане занимались разведением лошадей.
Первое документальное упоминание о Штупферихе в книге пожертвований аббатства Хирзау (нем. Kloster Hirsau) датируется 1110 годом.
До 1 января 1972 года Штупферих был отдельным муниципалитетом, но затем был включен в состав города Карлсруэ.
Штупферих в 2000 году отпраздновал 900-летие образования общины.

## Экономика и инфраструктура
Из Дурлаха по Риттнерштрассе (Rittnertstraße) в Штупферих ходит автобус № 23, а автобусный маршрут № 47 тянется от Главного вокзала Карлсруэ и Цюндхютле через Грюнветтерсбах и Вольфартсвайер. Примерно в одном километре от Карлсбада есть поворот на федеральную трассу № 8.

К югу от района находится бывший замок Штупферих.